# Myiopsitta
Myiopsitta is een geslacht van vogels uit de familie Psittacidae (papegaaien van Afrika en de Nieuwe Wereld).

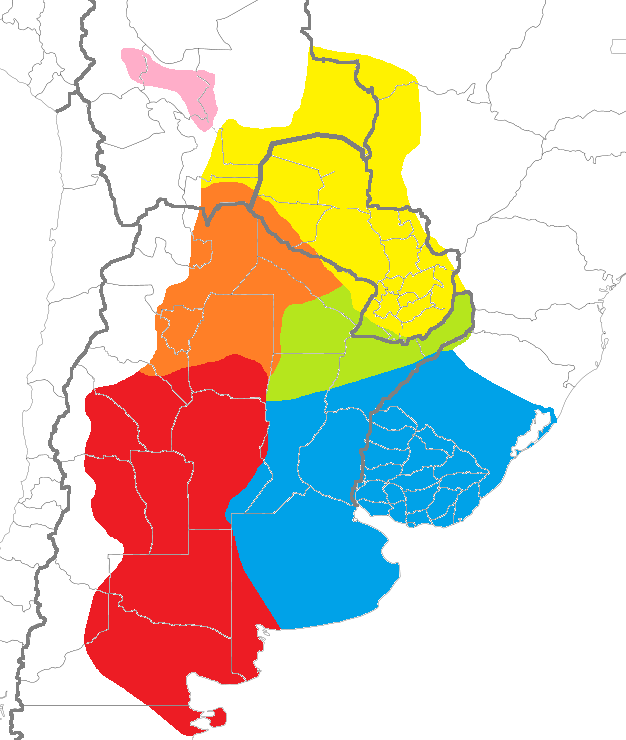
Verspreiding van de diverse (onder)soorten van de monniksparkiet.
Roze = klifparkiet; geel = M. m. cotorra; blauw= M. m. monachus; rood = M. m. calita; groen en oranje zijn overlapgebieden.

De ondersoort M. m. luchsi

## Soorten
Het geslacht kent twee soorten:
- Myiopsitta luchsi – Klifparkiet
- Myiopsitta monachus – Monniksparkiet